# Cebus leucocephalus
El capuchino de frente blanca de la Sierra de Perijá (Cebus leucocephalus) es una especie del género Cebus de Colombia y Venezuela. Anteriormente había sido considerado como una subespecie del capuchino de frente blanca de Humboldt, pero fue reclasificado por Mittermeier y Rylands como una especie separada en 2013, basándose en estudios genéticos de Jean Boubli.
La distribución del capuchino de frente blanca de la Sierra de Perijá está restringida a los bosques en una porción del norte de Colombia y el noroeste de Venezuela. Los machos tienen una cabeza y un cuerpo que varían entre 37 y 40.7 cm, con una longitud de cola de entre 39.2 y 49.9 mm.